# Amblyopone saundersi
Amblyopone saundersi är en myrart som beskrevs av Auguste-Henri Forel 1892. Amblyopone saundersi ingår i släktet Amblyopone och familjen myror. Inga underarter finns listade i Catalogue of Life.

## Bildgalleri

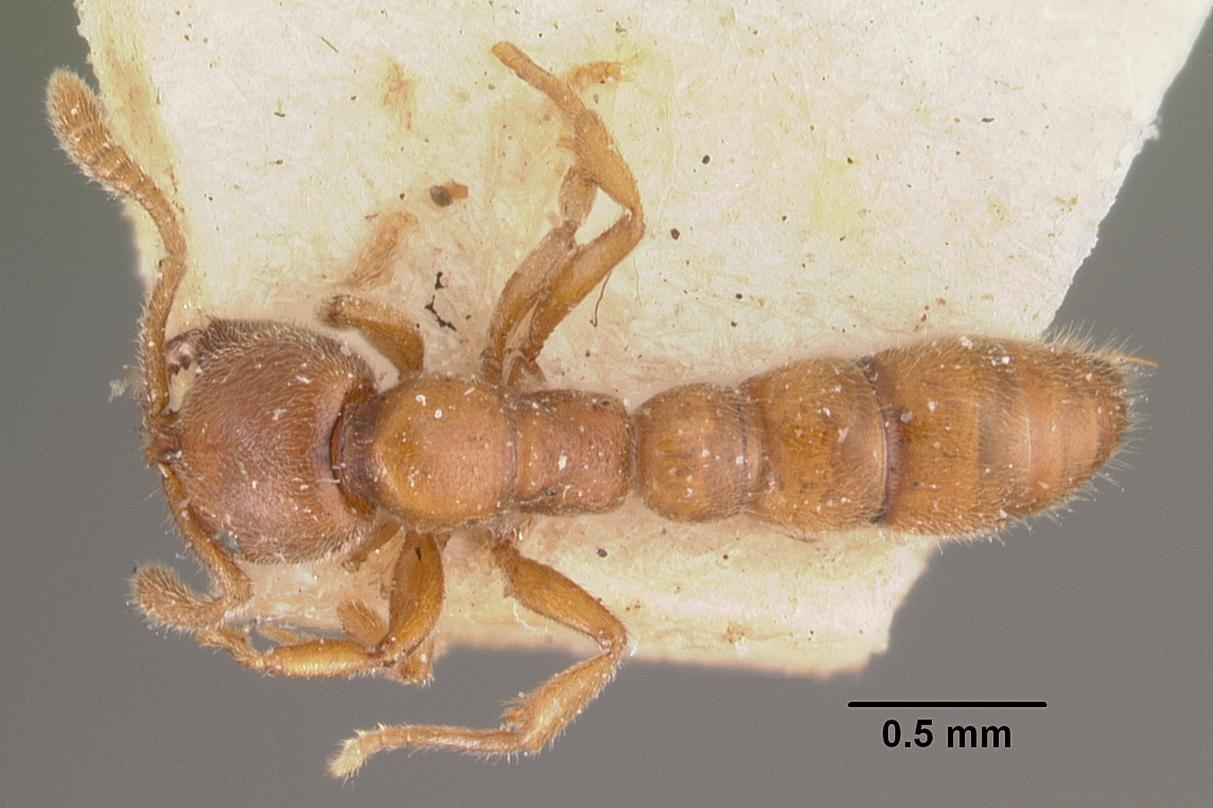
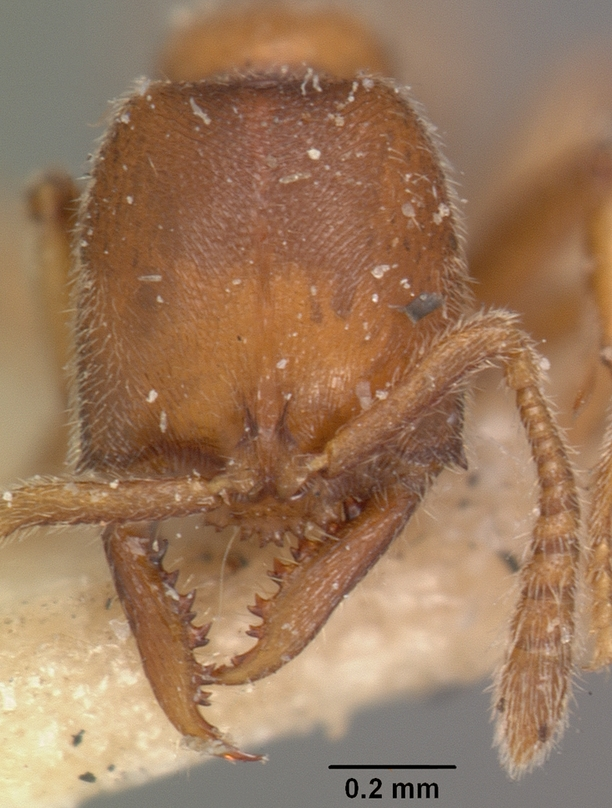
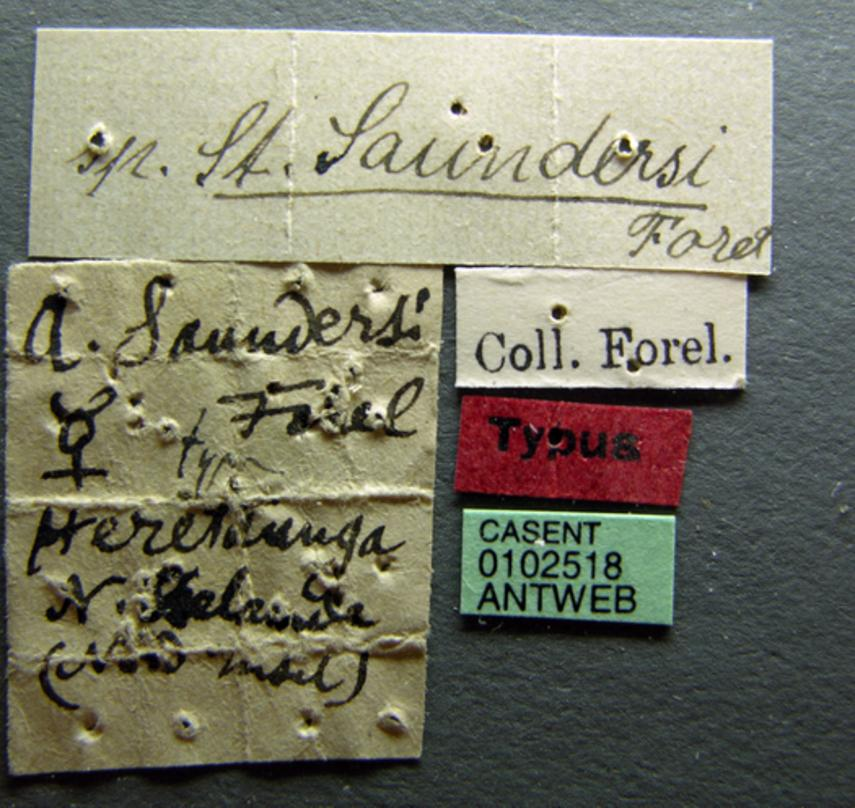
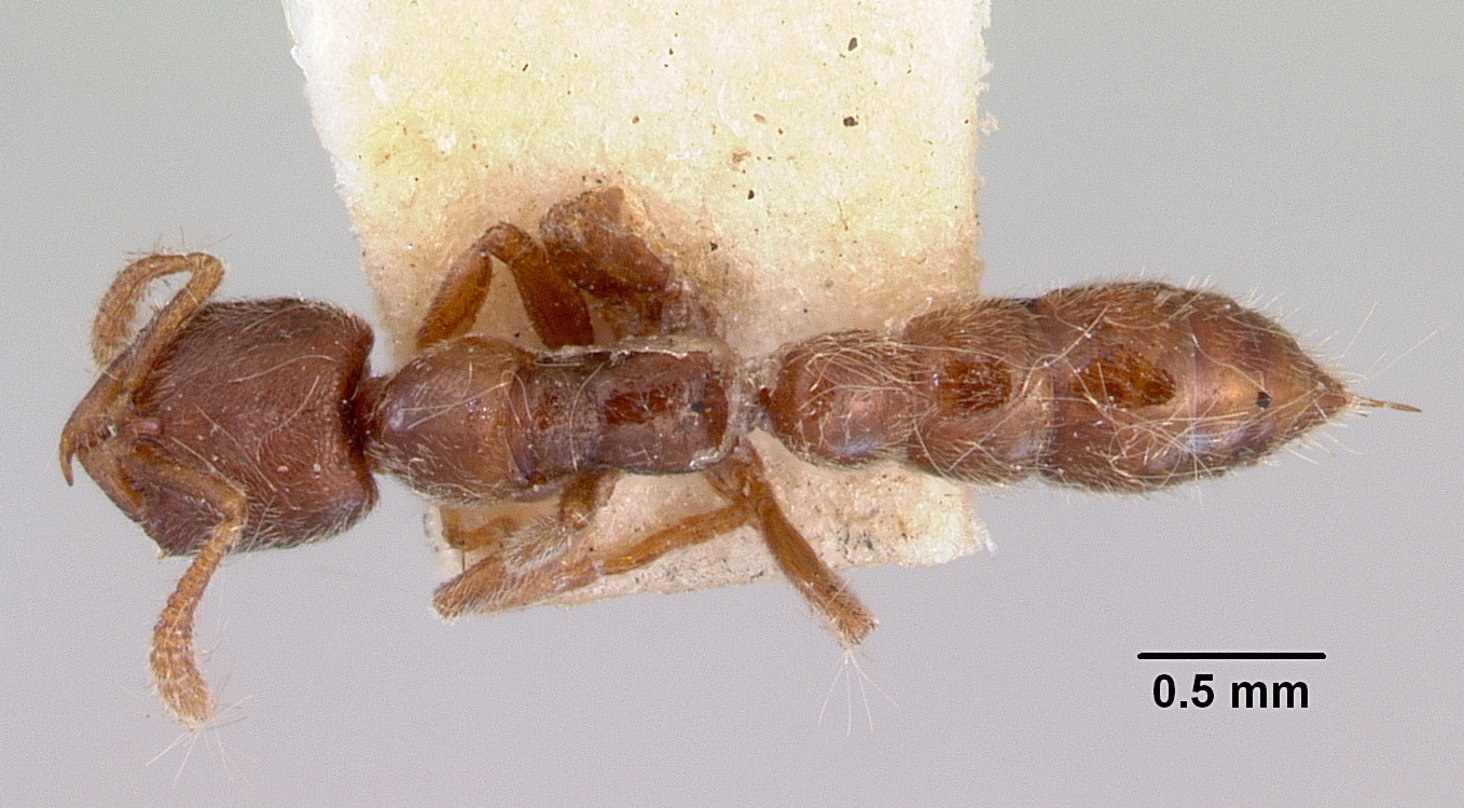
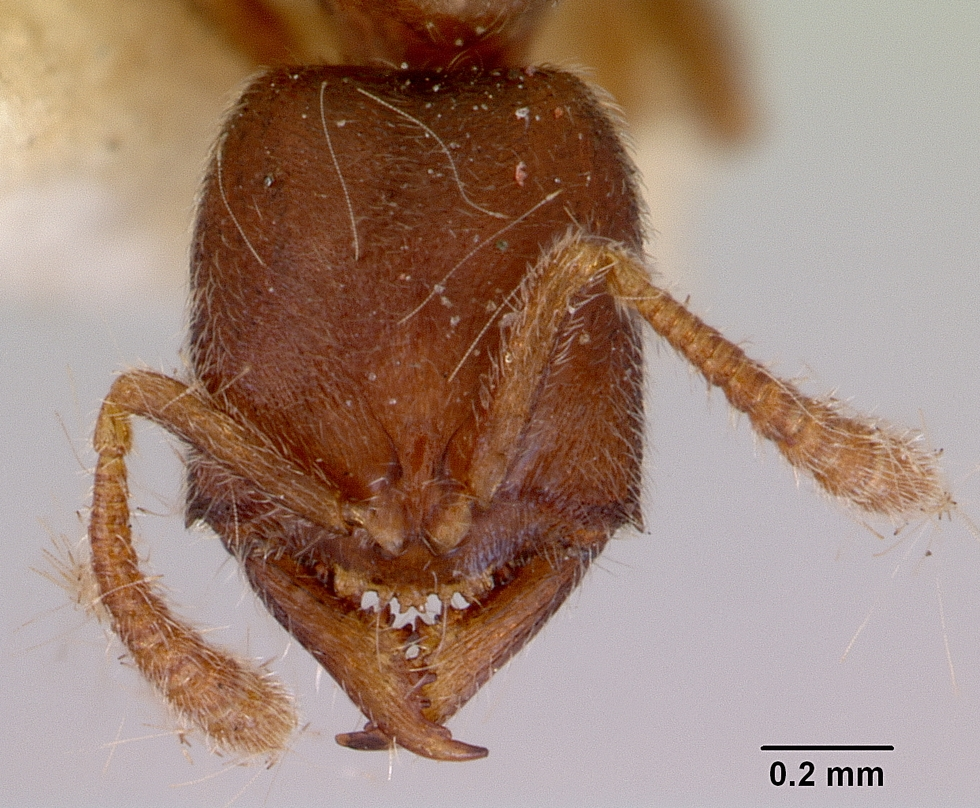
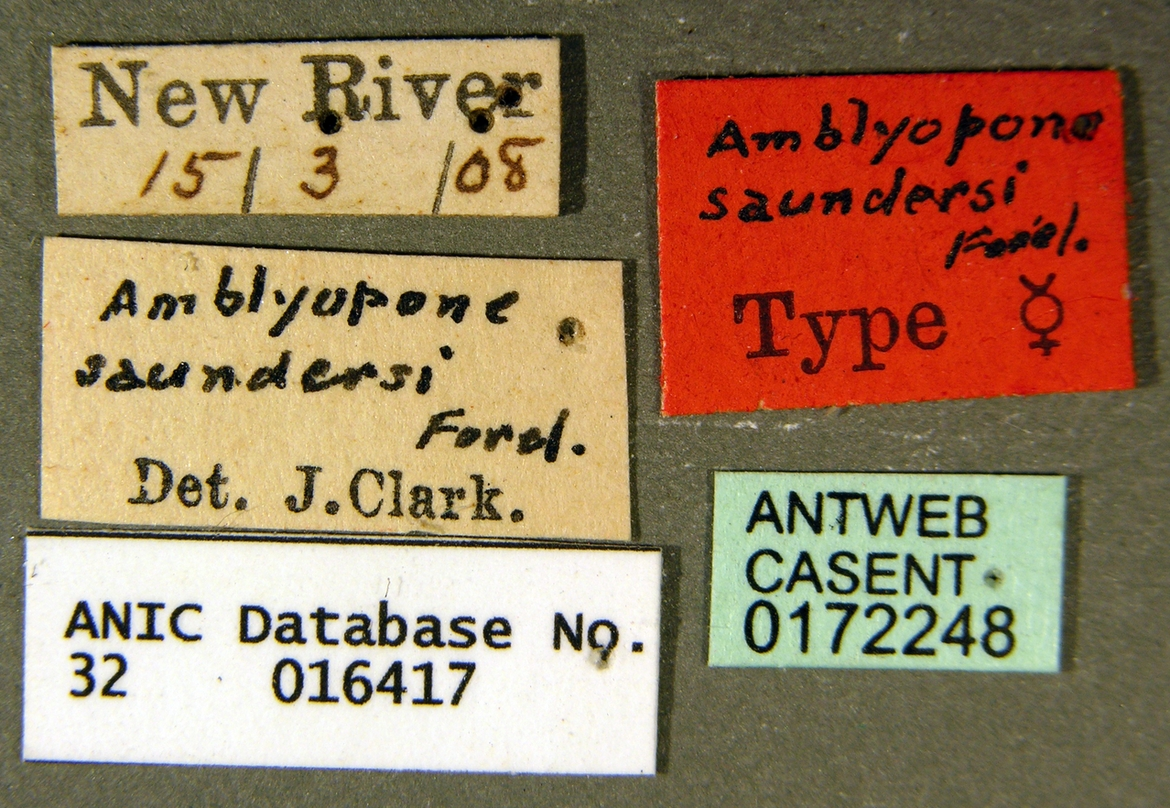